# エヴァ・ブラウン
エヴァ・アンナ・パウラ・ブラウン（Eva Anna Paula Braun、1912年2月6日 - 1945年4月30日）は、ドイツ国総統アドルフ・ヒトラーの妻。
13年間ヒトラーの恋人であったがその関係は公開されなかった。敗戦間際の1945年4月29日にヒトラーと結婚し正式な妻となったが、その翌日、夫と共に地下壕にて自殺した。
ヒトラーが生涯で唯一愛した女性である。
なお、ドイツ語の発音にもっとも近いカタカナ表記は、エーファ・アナ・パオラ・ブラオン。

## 生涯

### ヒトラーに出会うまで
エヴァ・ブラウンは父フリードリヒ・オットー・ヴィルヘルム・ブラウン（Friedrich Otto Wilhelm Braun, 通称フリッツ・ブラウン）と母フランツィスカ（Franziska）の次女として、1912年2月6日にミュンヘンに生まれる。
両親はバイエルン出身で、父は教員、家族には3歳年上の姉イルゼ・ブラウン、3歳年下の妹グレートル・ブラウン（マルガレーテ：Margarete）がいる。
エヴァは16歳の時、修道院運営の職業訓練校に1年間通うが、体操以外では平凡な成績であった。卒業後、診療所の事務員として数ヶ月勤務した後、ナチ党党首アドルフ・ヒトラーの専属カメラマン、ハインリヒ・ホフマンのモデル兼助手として雇われる。

### ヒトラーとの出会い
1929年10月のある日、17歳のエヴァは23歳年上のヒトラーにホフマンのスタジオで出会う。エヴァはこの時のヒトラーの印象を「おかしな口ひげを蓄えた中年紳士で、イギリス製の明るい色のコートと大きなフェルト帽を身に着けていた」と友人に語っている。ヒトラーの方は、エヴァの目の色がヒトラーの母クララにとてもよく似ていると評している。
出会ったその日からヒトラーはエヴァに惹かれ、エヴァは自分の脚をじっと見るヒトラーの視線に気づいている。その日、ヒトラーはホフマンとエヴァとともに簡単な夕食をとったが、その食事中にもエヴァを見つめ続けていたという。その後、ヒトラーは彼女をドライブに誘うが拒絶されている。
エヴァはヒトラーのことを知らず、ホフマンに聞いて初めてヒトラーが政治家と知った。エヴァが父にヒトラーについて聞くと、父はヒトラーをよく思っていないことを告げたが、エヴァはかえってヒトラーに興味を抱くようになる。
しかしその後、何度もヒトラーはエヴァを誘っており、いつしか二人は交際するようになった。この頃、エヴァは写真店の店員仲間に「ヒトラーと婚約している」と見栄から来た嘘をついており、ホフマンに叱責されている。
エヴァとヒトラーの近親者たちはいずれもこの2人の接近に大反対であった。中でもエヴァの父フリッツとヒトラーの異母姉アンゲラ・ヒトラーは、この交際を認めなかった。

### 嫉妬と2度の自殺未遂

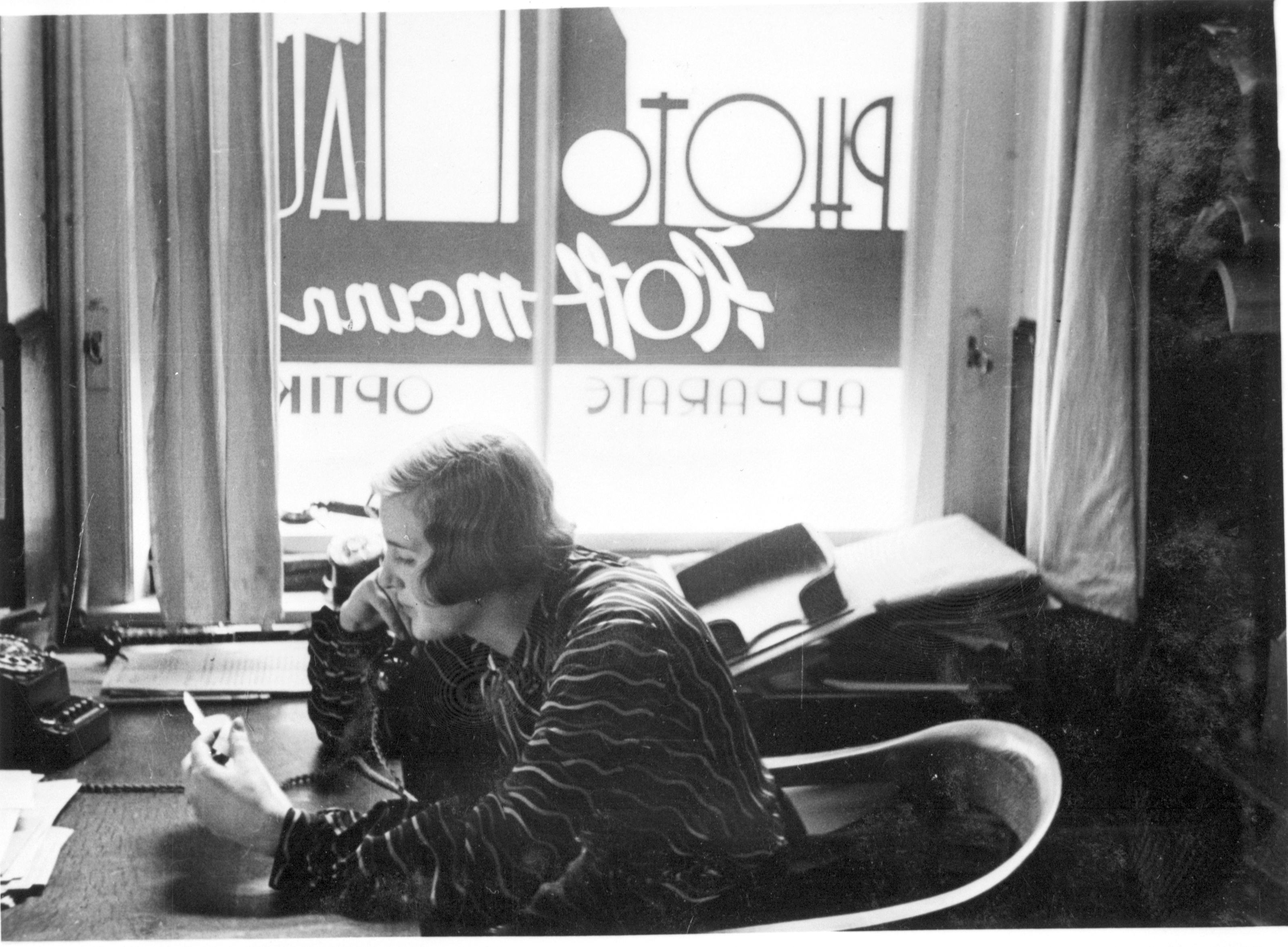
1932年、ハインリヒ・ホフマンの店で店員をしていたエヴァ・ブラウン

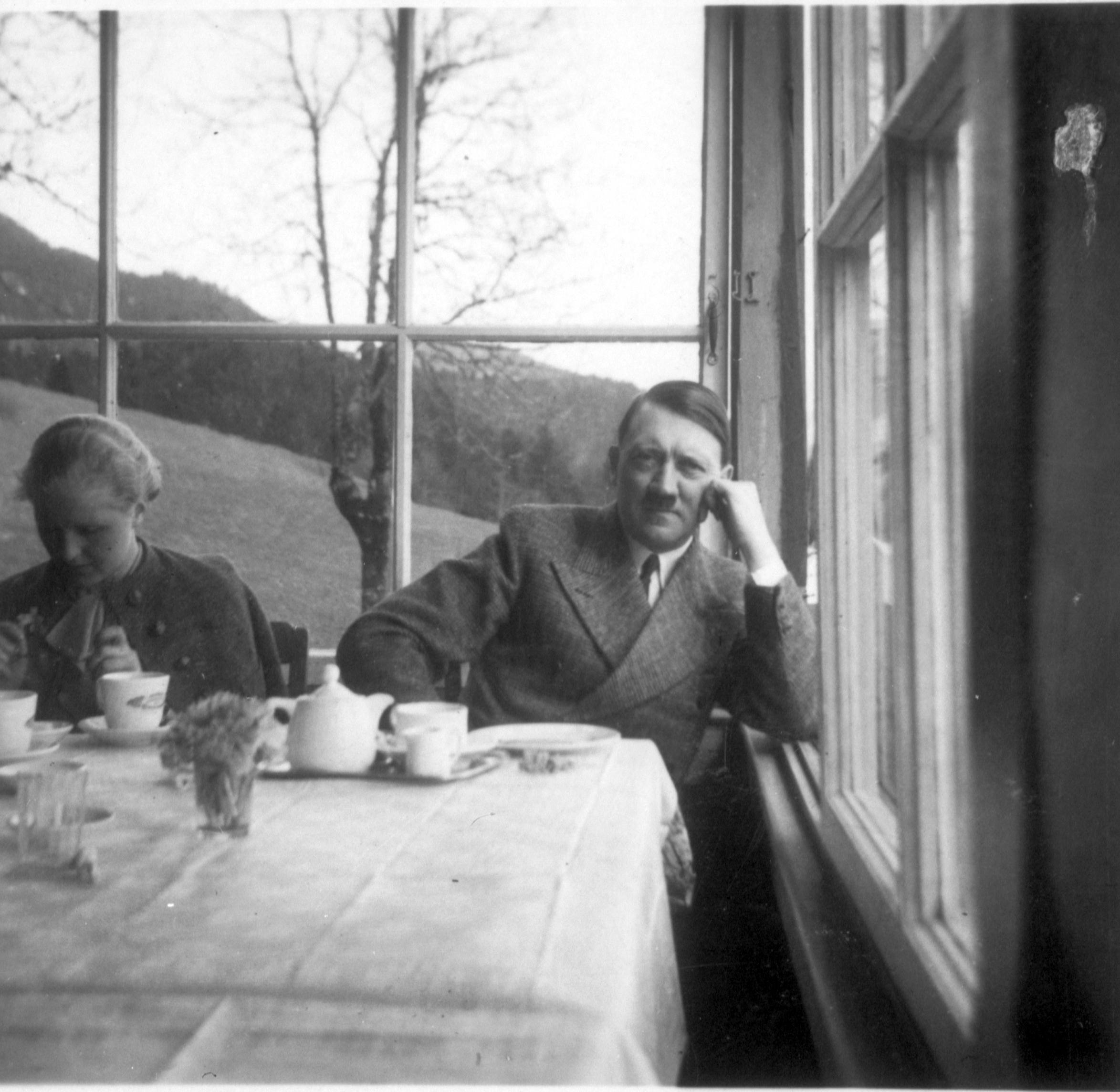
1935年4月、エヴァとヒトラー

夫に先立たれたアンゲラ・ヒトラー(アドルフ・ヒトラーの異母姉)は、1928年からバイエルン・アルプスの美しい町ベルヒテスガーデンの近郊の山腹オーバーザルツベルクにある山荘ベルクホーフに居住し、ヒトラーの身の回りの世話をしていた。同居していた彼女の娘ゲリは叔父ヒトラーから大変可愛がられていたが、次第にそれは束縛に変わっていった。
1931年9月、ヒトラーとの口論の後、ゲリは拳銃自殺を遂げた。この直前、ゲリはエヴァからヒトラーに宛てた手紙を読んで破いていたことを家政婦は証言している。エヴァはゲリの存在を知らされていなかった。
ヒトラーはゲリの死にショックを受け憔悴するが、結局は19歳のエヴァがゲリの代わりにヒトラーの傍で暮らすことになる。エヴァの日記によるとその時期は1932年の春頃とされる。しかしヒトラーには他にも交際が噂される女性がおり、女優のレナーテ・ミュラー（1907年 - 1937年）への嫉妬はエヴァを苦しめた。エヴァはヒトラーに対して深い愛情を抱いており、あまり男性としての自信が無かったヒトラーに「性的満足も得たいのなら、他の男と付き合いなさい」と忠告されても離れることは無かった。
1932年11月1日、エヴァは自らの胸を拳銃で撃ち、自殺を図った。しかし、弾はそれて頸動脈付近にとどまり、自殺は未遂に終わった。ヒトラーはこの自殺未遂にショックを受け、以降は他の女性との交際を控えていった。ヒトラーは「自分はドイツと結婚した」と主張し続けていたため、“妻”エヴァの存在は山荘の側近だけが知るものであった。
ヒトラーは1933年の首相就任や1934年の総統就任などで多忙な日々を送るようになり、エヴァのもとを訪れる回数も減少した。エヴァはヒトラーの愛情に疑問を抱き、1935年5月28日、睡眠薬の服用による2度目の自殺を図る。エヴァが飲んだ睡眠薬は危険性が低いものであり、命に別状はなかった。この時、エヴァの姉イルゼは自殺が狂言と見られることを恐れ、エヴァの日記を破り取っている。また、9月には父親のフリッツがヒトラーに「娘を家族の元に帰してくれるように」という趣旨の手紙を書いた。この手紙はフリッツに託されたホフマンを通じてエヴァに渡り、彼女は手紙を破り捨てた。また、母のフランツィスカも直接ヒトラーに同じ趣旨の手紙を書いたが、この返事もなかった。
回復後、ヒトラーはエヴァに対しミュンヘン郊外に邸宅、メルセデス・ベンツの専用車、運転手、メイドを与えるが、エヴァはすぐにベルクホーフ山荘に戻ってしまう。ヒトラーの首相就任後もヒトラーの異母姉アンゲラとナチス閣僚の妻たちはエヴァの存在を依然として認めようとしなかった。しかし、アンゲラは再婚をきっかけにエヴァの近くに住むことを禁じられ、ドレスデンへ移住した。

### ベルクホーフ山荘での生活

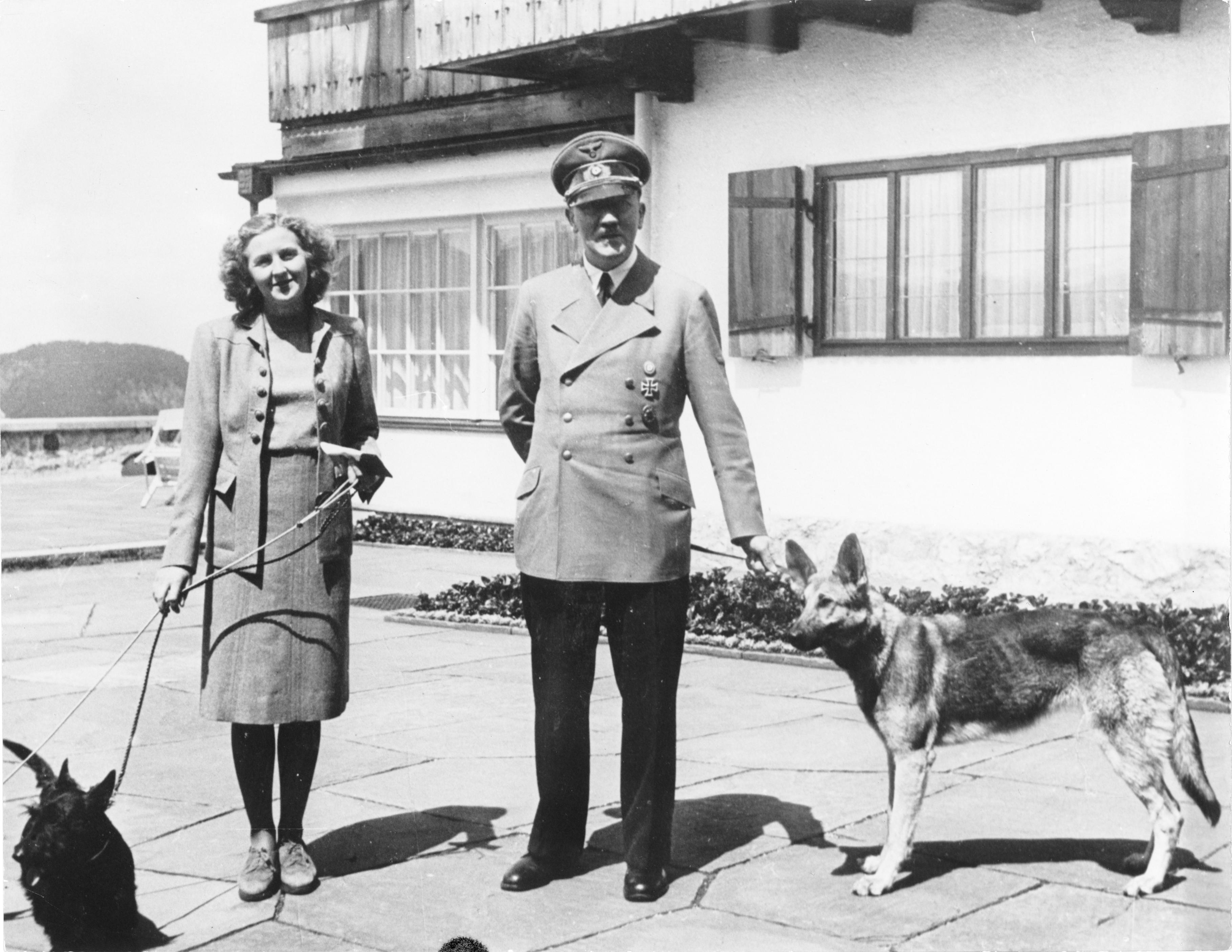
ベルクホーフのテラスにて、エヴァとヒトラー。右はヒトラーの愛犬ブロンディ（1942年6月14日撮影）

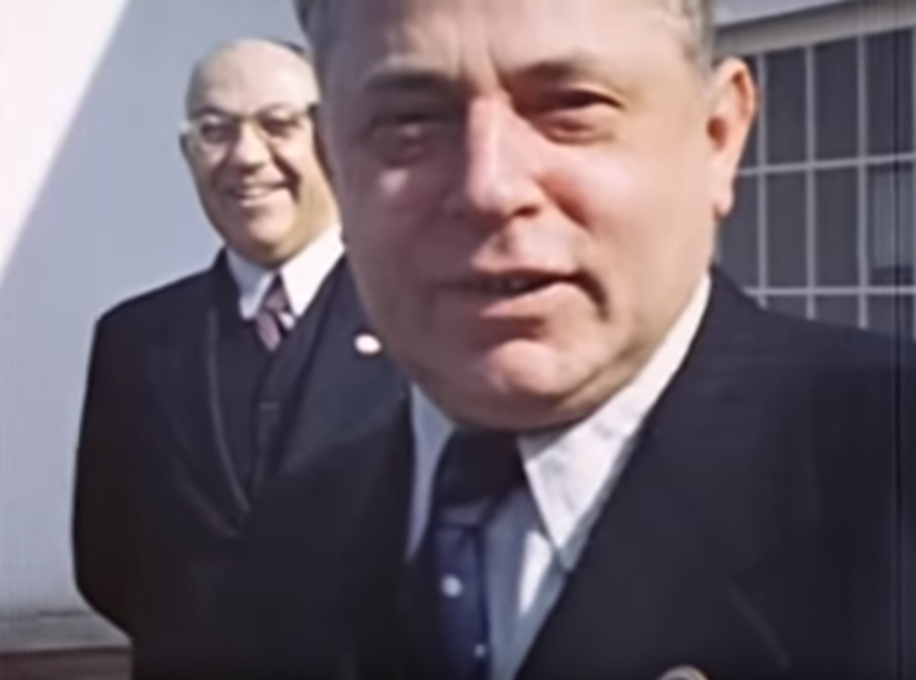
エヴァが推薦したヒトラーの主治医テオドール・モレル(左奥)とかつての雇い主ハインリヒ・ホフマン(右前)。1940年頃、ベルクホーフにてエヴァ自身が撮影した映像

ヒトラーは「独身であることで婦人票が得られる」と考えていたため、第二次世界大戦が終わり、自らが死ぬまでドイツ国民がエヴァの存在に気づくことはなかった。また、オーバーザルツベルクはナチス専用の保養地と位置づけられ、外交や政治の舞台となったが、エヴァの存在が表に出ることはなかった。
もっとも、エヴァは政治にもヒトラーの思想にも無関心であり、生涯ナチ党員になることはなく、興味があったのは流行のファッション、音楽、映画だった。ヒトラーが山荘にいるときは外に出られず、友人や両親、親類を招いて夕食を共にすることが多かった。
軍需相アルベルト・シュペーアの回顧録によると、2人はベルクホーフ山荘、ベルリンの総統官邸や地下壕でも寝室は別々であり、もし閣僚などが政治の話をするために部屋に入ってくると、すぐさまエヴァは部屋を出て行った。ヒトラーはエヴァに対して時に侮蔑した態度を取ることもあり、彼女に喫煙や自分以外の男性とのダンスを禁じており、エヴァはそうした束縛に不満を募らせ、しばしば口論していた。
大戦中、エヴァは恋愛小説の読書や友人たちとの映画鑑賞など遊興に時間を費やすほか、写真にも関心があり、裸で日光浴をする写真など、自らを被写体とした写真が多数残っている。自分の暗室も持っており、ヒトラーのスチール写真や映画を現像することもあった。
また、1940年から総統護衛部隊の隊員としてヒトラーに仕えたローフス・ミシュの回顧録によると、カトリック教徒だったエヴァは、ベルヒテスガーデンのカトリック教会に通うこともあったという。
1944年6月、妹のグレーテルが親衛隊の将校ヘルマン・フェーゲラインと結婚する折、ヒトラーはエヴァが人前に出ることを許可する。結婚パーティーはオーバーザルツベルクのもう一つの山荘ケールシュタインハウス（通称鷲の巣）で行われた。
山荘での生活中、ヒトラーは国家元帥ヘルマン・ゲーリングに対して、「エヴァは私にとって生涯の女性だ。戦争が終わったら引退してリンツの町へ行き、彼女を妻にする」と発言している。

### ヒトラーとの結婚と心中
1945年3月、エヴァはヒトラーの反対を押し切ってベルクホーフを後にしてミュンヘンへ移り、4月初旬、既に戦火に曝され、荒廃した首都ベルリンへ入るが、4月中旬には総統地下壕へと避難せざるを得なくなる。両親や姉妹が再三ベルリンを離れるよう説いても、エヴァは最後までヒトラーと共にいることを選んだ。
ソ連内務人民委員部によるヒトラー側近の調書によれば、エヴァは「奇跡が起こらなければ、死が最後の逃げ道になるでしょう。そのときには法的な妻としてあの方と一緒に死ぬことを、わたしは心から望んでいます。」と発言したという。
総統誕生日の4月20日、赤軍がベルリンに侵攻。ヒトラーとエヴァは4月29日未明に総統官邸地下壕内で簡素な手続きによって結婚した。この結婚式ではヨーゼフ・ゲッベルス夫妻とマルティン・ボルマンが立会人をつとめた。式にあたり、エヴァは青色のシルクドレスを着けていたとされる。彼女は結婚証明書の署名欄に「Eva B…」と書きかけたが、すぐに気がついて線を引いて訂正、「Eva Hitler」と書き直した。2人の結婚証明書は現在も残されていて、エヴァが訂正した部分も明確に目視確認ができる状態である。
ヒトラー自身はエヴァを「フロイライン・ブラウン（ブラウン嬢）」と呼んでいた。式の後、地下壕の者たちが「フロイライン」と呼びかけたところ、エヴァは誇らしげに「もう、フラウ・ヒトラー（ヒトラー夫人）と呼んでくれていいのよ」と言ったという。
翌30日午後3時30分頃、エヴァは青酸カリのカプセルを嚥下して服毒自殺、ヒトラーは銃弾の貫通痕から、青酸カリのカプセルを噛んだ直後、顎の下から拳銃で頭を撃ち抜いて死んだと推察されている。2人の遺体は総統官邸の庭園で、ガソリンをかけた上で焼却された。

### 遺体の行方
赤軍が発見した男女の遺体は、ヒトラーを診察した歯科医フーゴー・ブラシュケの助手によって鑑定され、ヒトラーとエヴァのものであると確認された。
その後、ヒトラー夫妻の遺体はゲッベルスや妻のマクダ、ゲッベルスの子供たち、クレープス参謀総長とブルクドルフ陸軍人事局長、ヒトラーの愛犬ブロンディの遺体とともにスメルシの指揮で頻繁に埋葬地を変更され、最終的には1946年2月21日にマクデブルクのクラウスナー通り沿いのスメルシュ施設の前中庭の舗装区域の下の目印のない墓に埋葬された。この場所は厳重に秘匿された。
しかし、遺体の埋葬地は1970年にKGBのコントロール下、東ドイツ政府に移譲されることになった。ヒトラーの埋葬場所がネオナチの聖地になることを恐れたKGB議長のユーリ・アンドロポフは部隊に遺骸を破壊する許可を与えた。KGBの発掘チーム「アルヒーフ」は詳細な埋葬場所を指示され、1970年4月4日、秘かに10体の遺骸を掘り出して完全に焼却し、灰をエルベ川の支流に散骨した。

## エヴァの一族

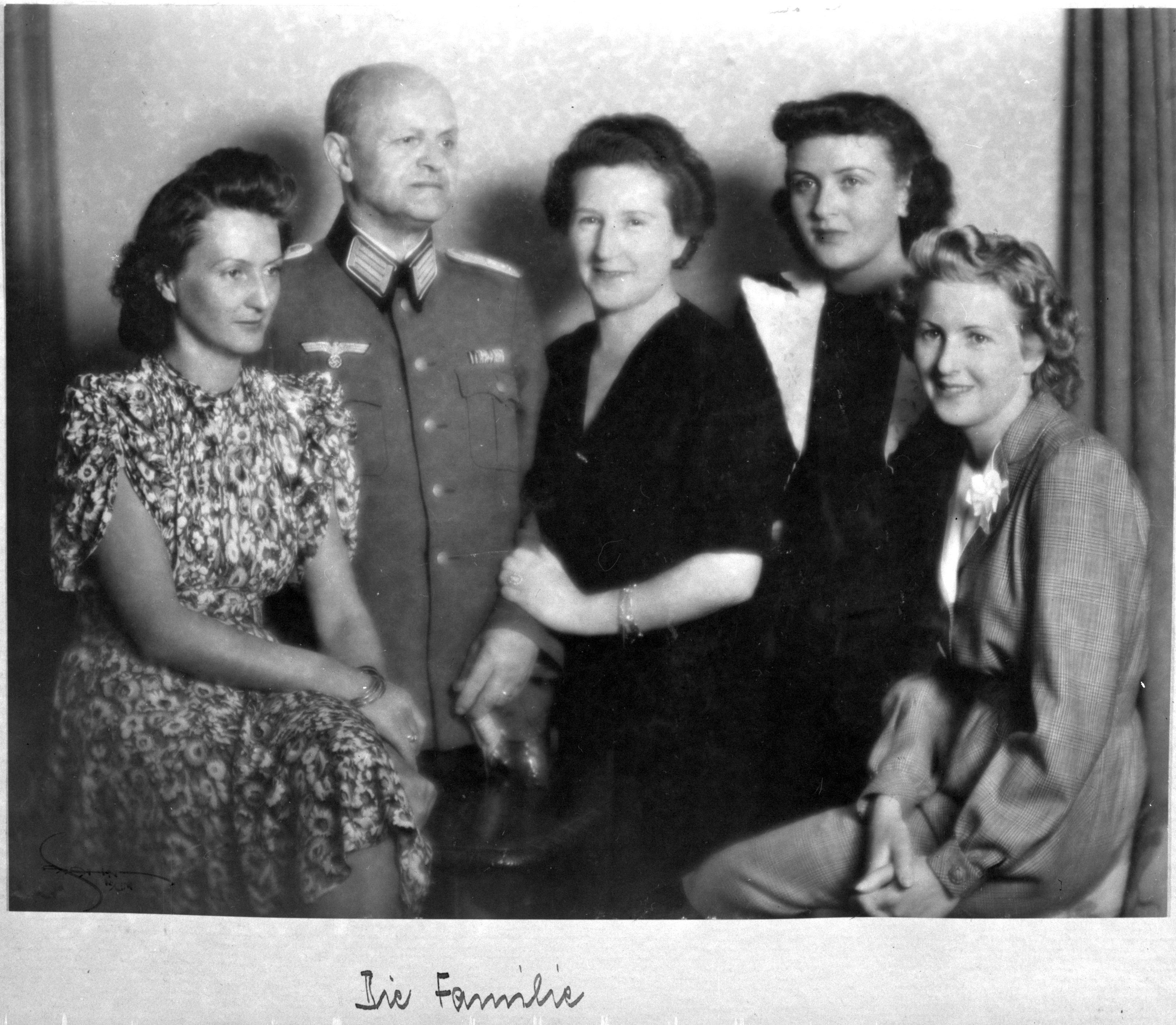
母フランツィスカを中心に父フリッツ、姉イルゼ、妹グレートルとエヴァ（1930年代）

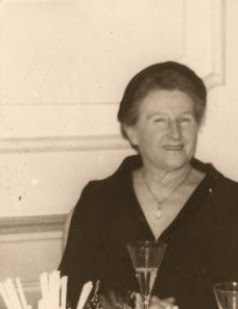
エヴァの母フランツィスカ

戦後、エヴァの両親はバイエルン州ルーポルディングの古い農家で日々を過ごした後、父親のフリッツは1964年に、母親フランツィスカは1976年1月に91歳で亡くなった。妹グレートルはヒトラーの側近フェーゲラインと結婚し、ヒトラーの側近くにいたが、1945年4月に夫は逃亡の罪で処刑された。5月5日に娘を出産し、エヴァと名付けた。彼女は後に実業家のクルト・ベーリングホフと結婚し、1987年に亡くなった。姉イルゼはヒトラーの側近の一員ではなかった。彼女は2度結婚し、1979年に亡くなった。